# Campionats del Món de Pilota Basca
El Campionat del Món de Pilota Basca és un torneig creat en 1952 per la Federació Internacional de Pilota Basca. Està reservat per a pilotaris de categoria aficionada, excloent a tot pilotari que hagi passat a professionals, encara que els mateixos es requalifiquen com a afeccionats.

## Història
Les primeres edicions es van celebrar amb un interval de tres anys i a partir de 1962 es va assentar la celebració cada 4 anys. En les cinc primeres edicions sol s'atorgaven medalles d'or i plata i a partir del Mundial de 1970 es va instaurar el lliurament de medalles de bronze. Així mateix el nombre de modalitats que es disputaven van anar variant en les primeres edicions (arribant-se fins i tot a disputar la plaça lliure en els mundials de 1952 i 1958), quedant-se en 12 des del mundial de 1966 fins a 1986. No obstant això des del mundial de 1990 fins al 2010 va quedar fixat el nombre de títols a disputar en un total de 14, en entrar en joc dos títols femenins, i finalment, en el 2014 es va introduir un tercer títol femení, quedant per tant, en un total de 15, conforme el següent desglossament:
| Especialitat           |
| Mà individual          |
| Mà parelles            |
| Taujana cuir           |
| Taujana goma (masculí) |
| Taujana goma (femení)  |
| Xare                   |

| Especialitat  |
| Mà individual |
| Mà parelles   |
| Taujana cuir  |
| Pala curta    |

| Especialitat           |
| Frontenis (masculí)    |
| Frontenis (femení)     |
| Taujana goma (masculí) |
| Taujana goma (femení)  |

| Especialitat   |
| Cistella punta |

## Edicions
| #  | Año  | País    | Ciudad           | País ganador | Subcampeón | Tercero   |
| -- | ---- | ------- | ---------------- | ------------ | ---------- | --------- |
| 1  | 1952 | Espanya | San Sebastián    | França       | Espanya    | Argentina |
| 2  | 1955 | Uruguai | Montevideo       | Espanya      | Argentina  | Mèxic     |
| 3  | 1958 | França  | Biarritz         | França       | Espanya    | Argentina |
| 4  | 1962 | Espanya | Pamplona         | Argentina    | Espanya    | França    |
| 5  | 1966 | Uruguai | Montevideo       | França       | Mèxic      | Espanya   |
| 6  | 1970 | Espanya | San Sebastián    | Espanya      | França     | Argentina |
| 7  | 1974 | Uruguai | Montevideo       | Argentina    | França     | Espanya   |
| 8  | 1978 | França  | Biarritz         | Espanya      | Argentina  | França    |
| 9  | 1982 | Mèxic   | México           | França       | Argentina  | França    |
| 10 | 1986 | Espanya | Vitoria          | França       | Espanya    | Mèxic     |
| 11 | 1990 | Cuba    | Santiago de Cuba | França       | França     | Mèxic     |
| 12 | 1994 | França  | San Juan de Luz  | França       | Espanya    | Mèxic     |
| 13 | 1998 | Mèxic   | México           | Espanya      | Mèxic      | França    |
| 14 | 2002 | Espanya | Pamplona         | Espanya      | França     | Mèxic     |
| 15 | 2006 | Mèxic   | México           | Mèxic        | Espanya    | França    |
| 16 | 2010 | França  | Pau              | Espanya      | Mèxic      | França    |
| 17 | 2014 | Mèxic   | Zinacantepec     | Mèxic        | Espanya    | França    |
| 18 | 2018 | Espanya | Barcelona        |              |            |           |

### Palmarès per països
| País      | Victòries | Subcampionats | Tercer lloc | Quart lloc | Total |
| --------- | --------- | ------------- | ----------- | ---------- | ----- |
| Espanya   | 7         | 7             | 3           | 0          | 17    |
| França    | 6         | 4             | 5           | 2          | 17    |
| Mèxic     | 2         | 3             | 5           | 7          | 17    |
| Argentina | 2         | 3             | 4           | 8          | 17    |

### Medallero
Historial des de 1952:
Espanya porta ja 7 victòries en campionats mundials, mentre que França, el seu gran competidor, porta 6 victòries.
| País | Or        | Plata | Bronze | Total |     |
| ---- | --------- | ----- | ------ | ----- | --- |
| 1    | Espanya   | 64    | 71     | 37    | 172 |
| 2    | França    | 63    | 58     | 42    | 163 |
| 3    | Mèxic     | 47    | 39     | 28    | 114 |
| 4    | Argentina | 47    | 24     | 16    | 87  |
| 5    | Uruguai   | 4     | 30     | 16    | 50  |
| 6    | Cuba      | 2     | 6      | 14    | 22  |
| 7    | EUA       | 0     | 1      | 2     | 3   |
| 8    | Xile      | 0     | 0      | 6     | 6   |

Nota 1: Es comptabilitzen en primer lloc el total de les medalles d'or, després les de plata i en últim lloc les de bronze.
Nota 2: Des de 1952 fins a 1966 no es van disputar medalles de bronze.
Nota 3: La taula inclou totes les modalitats, inclosa les modalitats de Plaça Lliure que es van disputar en els mundials de 1952 i 1958.